# Wiesław Buż

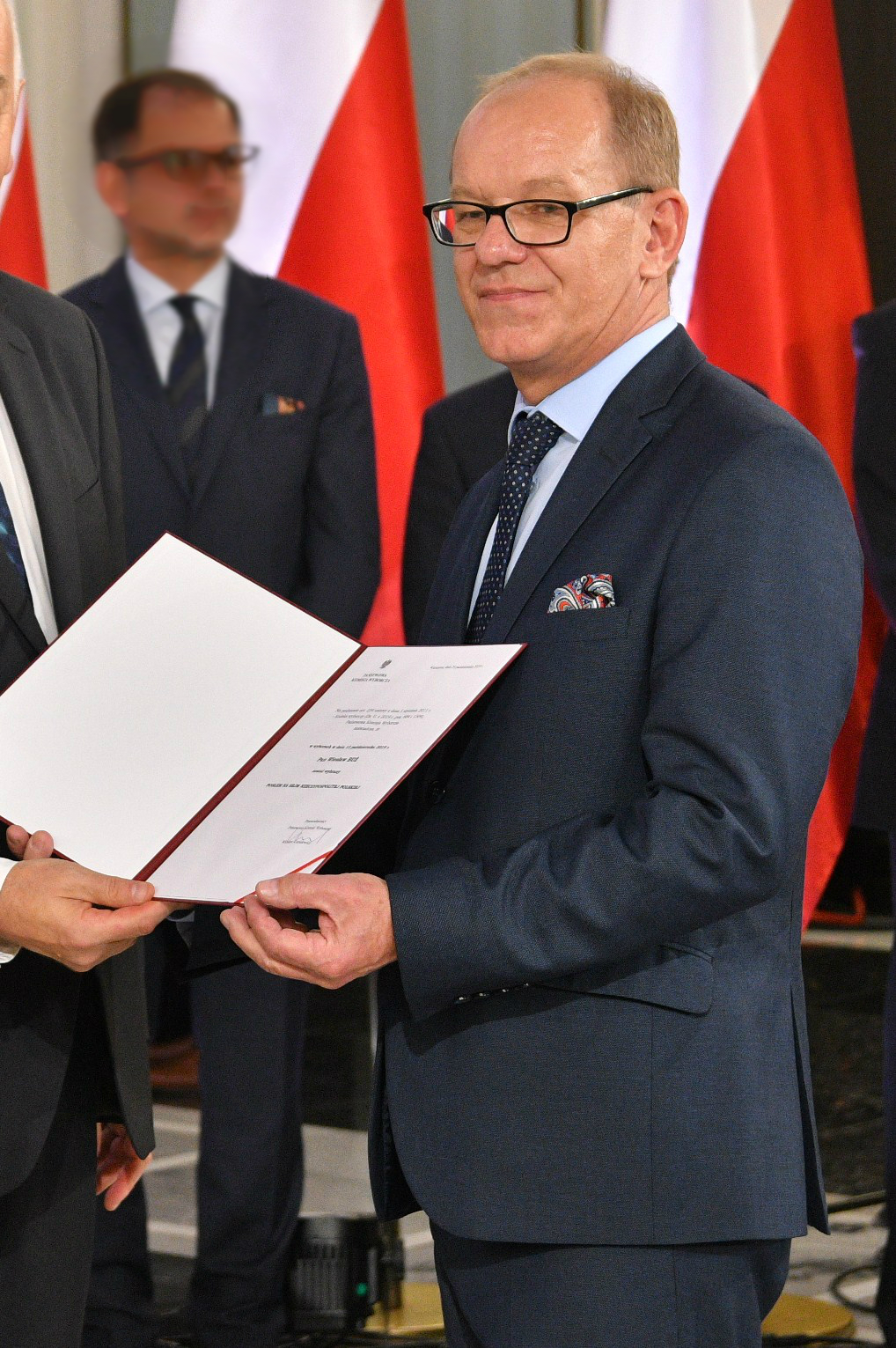
Wiesław Buż odbierający zaświadczenie o wyborze na posła IX kadencji (2019)

Wiesław Buż (ur. 27 września 1957 w Rzeszowie) – polski polityk, samorządowiec i menedżer, poseł na Sejm IX kadencji, od 2024 wicewojewoda podkarpacki.

## Życiorys
Syn Józefa i Janiny. Był członkiem Polskiej Zjednoczonej Partii Robotniczej, od 1983 należał do egzekutywy komitetu gminnego w Lubeni. Działał w Związku Socjalistycznej Młodzieży Polskiej, był przewodniczącym zarządu gminnego, a w latach 1983–1988 kierownikiem wydziału organizacyjnego zarządu wojewódzkiego ZSMP w Rzeszowie. Był również członkiem ORMO.
Od 1988 kierował gminną spółdzielnią „Samopomoc Chłopska” w Lubeni. Przez ponad 25 lat zarządzał różnymi przedsiębiorstwami. W 2005 ukończył studia socjologiczne o specjalności organizacja i zarządzanie w Wyższej Szkole Społeczno-Gospodarczej w Tyczynie, zdał także egzamin dla członków rad nadzorczych. Zasiadał w radach nadzorczych m.in. RGK i MZBM. Przewodniczący rady nadzorczej Spółdzielni Mieszkaniowej „Nowe Miasto”. Członek m.in. Stowarzyszenia Nasz Dom Rzeszów (w tym członek zarządu), Stowarzyszenia Rozwój Rzeszowa Tadeusza Ferenca oraz Towarzystwa Przyjaciół Rzeszowa.
Po rozwiązaniu PZPR działał w SdRP i Sojuszu Lewicy Demokratycznej. W wyborach samorządowych w 1998 bez powodzenia ubiegał się o mandat radnego Sejmiku Województwa Podkarpackiego z listy SLD. Zaangażował się później w działalność Socjaldemokracji Polskiej, w której m.in. kierował oddziałem w Rzeszowie. W 2011 odszedł z tej partii, po czym wraz z większością lokalnych działaczy SDPL dołączył do SLD. W 2012 został sekretarzem tego ugrupowania w Rzeszowie, a w 2016 przewodniczącym struktur SLD w województwie podkarpackim. W 2002 bez powodzenia kandydował w wyborach samorządowych do rady miejskiej Rzeszowa. W 2006 i 2010 (dwukrotnie po rezygnacji Tadeusza Ferenca) oraz w 2014 i 2018 zdobywał mandat w rzeszowskiej radzie miejskiej. W listopadzie 2018 objął w niej funkcję wiceprzewodniczącego. W radzie miejskiej był m.in. członkiem Komisji Gospodarki Komunalnej oraz Komisji Sportu i Współpracy z Organizacjami Pozarządowymi, a także m.in. przewodniczącym Komisji ds. Rzeszowskiego Budżetu Obywatelskiego.
W wyborach parlamentarnych w 2019, kandydując z listy SLD, uzyskał mandat posła na Sejm IX kadencji w okręgu rzeszowskim (zdobył 15 605 głosów). W Sejmie został członkiem Komisji Gospodarki i Rozwoju oraz Komisji Samorządu Terytorialnego i Polityki Regionalnej. W czerwcu 2021 w wyniku przekształcenia SLD został członkiem Nowej Lewicy. W wyborach w 2023 nie uzyskał poselskiej reelekcji. W styczniu 2024 powołany na stanowisko pierwszego wicewojewody podkarpackiego. W tym samym roku bez powodzenia kandydował do sejmiku.

## Życie prywatne
Jest żonaty, ma troje dzieci.

## Wyniki w wyborach ogólnopolskich
| Wybory | Komitet wyborczy | Komitet wyborczy                     | Organ              | Okręg | Wynik          |
| ------ | ---------------- | ------------------------------------ | ------------------ | ----- | -------------- |
| 1989   |                  | Polska Zjednoczona Partia Robotnicza | Sejm X kadencji    | nr 83 | 2988 (1,15%)   |
| 2005   |                  | Socjaldemokracja Polska              | Sejm V kadencji    | nr 23 | 536 (0,13)     |
| 2007   |                  | Lewica i Demokraci                   | Sejm VI kadencji   | nr 23 | 703 (0,14%)    |
| 2015   |                  | Zjednoczona Lewica                   | Sejm VIII kadencji | nr 23 | 1820 (0,36%)   |
| 2019   |                  | Sojusz Lewicy Demokratycznej         | Sejm IX kadencji   | nr 23 | 15 605 (2,65%) |
| 2023   |                  | Nowa Lewica                          | Sejm X kadencji    | nr 23 | 8844 (1,31%)   |